# Aeroporto de Barra do Garças
O Aeroporto de Barra do Garças (SBBW) é o maior aeroporto da região Leste do Mato Grosso, localizado a 15 km do Centro da Cidade, é importante entreposto local. Com um movimento médio o Aeroporto pode receber aeronaves de médio e grande porte.
O primeiro voo comercial entre Cuiabá e Barra do Garças foi realizado no dia 7 de novembro de 2016 pela empresa Azul Linhas Aéreas utilizando um avião ATR 72-600 com capacidade para 72 passageiros.

## Características
- Latitude: 15º 51' 37" S
- Longitude: 52º 23' 20" W
- Piso: A
- Sinalização: S
- Pista com balizamento noturno.
- Companhias aéreas:
- Distância do centro da cidade: 15 km.
- Pista: 1598 metros[5]
- Contato: Rodovia BR-070, km.16 - Barra do Garças - Fone: (66) 3401-2218
- Distância Aérea: Goiânia 398 km; Cuiabá 412 km; Brasília 463 km; São Paulo 1034 km; Curitiba 1106 km; Manaus 1654 km.